# 삼민회
삼민회는 1963년 제6대 국회에서 민주당계 3당(민주당 13석, 자유민주당 9석, 국민의당 6석)이 구성한 공동교섭단체다.

## 같이 보기
- 선진과 창조의 모임
- 평화와 정의의 의원 모임